# Puy-Saint-Gulmier
 Puy-Saint-Gulmier  là một xã ở tỉnh Puy-de-Dôme trong vùng Auvergne-Rhône-Alpes miền trung nước Pháp. Xã này nằm ở khu vực có độ cao trung bình 818 mét trên mực nước biển.